# Behind the News
Pour plus de détails, voir Fiche technique et Distribution.
Behind the News est un film dramatique américain réalisé par Joseph Santley, sorti en 1940.

## Résumé
Journaliste récemment diplômé, Jeff Flavin obtient une bourse de six mois de travail pour l'Enquirer.
Dès son arrivée au journal, Jeff a pour mentor le journaliste le plus renommé, Stuart Woodrow. Le rédacteur en chef Vic Archer, espère que ce sera l'étincelle qui permettra de relancer le vieil homme et de le remettre sur la voie du succès, où il avait l'habitude d'être auparavant.
Cependant, Jeff reçoit un traitement très dur au cours de sa première fois au journal. Stu est reporter sur une affaire concernant un escroc notoire, Harry "Face" Houseman, qui a maintes fois prétendu avoir été inculpé juste parce que le procureur de district, Hardin S. Kelly, veut être réélu.
Tout se passe mal dans la coopération entre l'ancien et le jeune reporter. Jeff s'est débrouillé pour mettre Stu en retard à un rendez-vous avec sa fiancée Barbara Shaw, qui est en fait la secrétaire de Kelly. Stu se saoule et gronde Jeff, mais quand Stu a trop la gueule de bois pour couvrir l'histoire à propos de l'évasion de Face de sa prison, Jeff intervient et fait le travail.
Jeff commence sa propre enquête sur l'affaire, et devient témoin d'un meurtre lorsque Face est abattu de sang-froid dans l'appartement de sa sœur. Il rapporte tout au nom de Stu, et l'ancien journaliste devient très reconnaissant. Stu commence à se soucier de la future carrière de Jeff, et est déterminé à le faire sortir du monde des reporters de journal, car il juge cette fonction impropre à un honnête homme comme Jeff.
Stu donne des astuces à Jeff pour couvrir une histoire fausse, le rédacteur en chef devient furieux quand il voit le résultat, et lui fait lire des histoires drôles à la radio à la place de lui laisser faire des reportages sérieux. Mais quand Jeff se rend au tribunal pour rencontrer un de ses jeunes auditeurs, il parvient à voir le procès contre le meurtrier de Face, Carlos Marquez.
Comme Jeff parle espagnol, il découvre que l'interprète traduit mal les mots de l'accusé, en disant que Carlos avoue le meurtre alors qu'il ne le fait pas. Lorsque Carlos est reconnu coupable du meurtre, Jeff tente de corriger cette erreur en racontant l'histoire à son rédacteur en chef. Personne ne le prend au sérieux en raison de la fausse histoire qu'il avait rapporté précédemment, mais finalement Stu accepte de l'aider à se pencher sur la question.
Stu, Barbara et Jeff se faufilent dans le bureau du procureur de district à la recherche d'indices. Ils trouvent des preuves que Kelly est corrompue et a accepté des pots de vin pendant des années. Ensemble ils vont chercher un témoin qui pourrait révéler l'implication de Kelly dans le meurtre de Face et la fausse culpabilité de Carlos. Lorsque Kelly est arrêté, Carlos est libéré. Jeff continue à travailler en tant que journaliste et sert également comme témoin au mariage de Stu et Barbara.

## Fiche technique
- Titre : Behind the News
- Réalisation : Joseph Santley
- Scénario : Allen Rivkin, Dore Schary, Isabel Dawn et Boyce DeGaw
- Photographie : Jack A. Marta
- Pays d'origine : États-Unis
- Format : Noir et blanc - 1,37:1 - Mono
- Genre : Film dramatique
- Durée : 75 minutes
- Date de sortie : 1940

## Distribution
- Lloyd Nolan : Stuart Woodrow
- Doris Davenport : Barbara Shaw
- Frank Albertson : Jeff Flavin
- Robert Armstrong : Vic Archer
- Paul Harvey : Hardin S. Kelly
- Charles Halton : Neil Saunders
- Veda Ann Borg : Bessie